# Isla de Culión
La isla de Culión forma parte del grupo de Islas Calamianes  en el  Mar de la China Meridional, situada  entre las de Busuanga al norte, Linapacán al sur y Corón a levante. 
Administrativamente esta isla depende del municipio de Culión en a la provincia  de Paragua en  Mimaro,  Región IV-B de Filipinas.
El núcleo principal de población  se encuentra en la parte nordeste de la isla en la conocida como bahía de Corón, agrupando los barrios de Culango, de Balala, de Libis y de Tiza.

## Leprosería
También conocida como la "Isla de los muertos vivientes", esta isla fue una leprosería entre los años 1904 y 1987.
Durante la ocupación estadounidense de Filipinas se procedió a la concentración de todos los enfermos de lepra en esta isla repitiendo la experiencia de la isla de Molokai en Hawái.

## Historia
Esta isla de Culión pertenecía a la provincia española de  Calamianes, separada de la parte continental de Paragua, pasando a ser una de las de las 35 que formaban la división política del archipiélago Filipino, en la parte llamada de Visayas, audiencia territorial  y Capitanía General de Filipinas, y en lo espiritual a la diócesis de Cebú.

## Lugares de interés

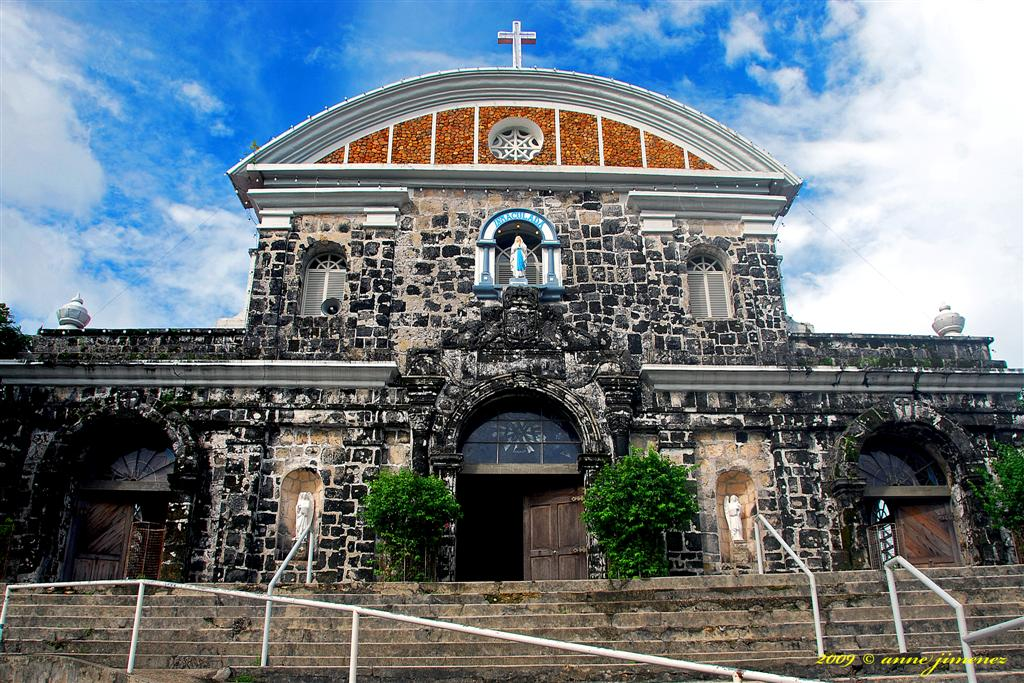
Iglesia parroquial católica de la Inmaculada Concepción

- Museo de Culión, alojado en algunos edificios de la leprosería recuerda su historia, data de 1997.
- Fuerza de Parola, fortaleza española construida en 1740 para proteger a la población de los ataques de los piratas moros. Se conserva un plano realizado a plumilla en 1739.[2]
- Iglesia de la Inmaculada Concepción, reconstruida por los jesuitas en el año

1933 sobre los restos de la que se encontraba en el interior de la Fuerza. La obra de fábrica, tanto en la portada como en los muros se ejecutó con sillería de roca coralina.
- Águila de Piedra, gigantesca reproducción del águila, símbolo de la Sanidad Filipina, data del año 1926, situada en la cima de una colina que se divisa desde la entrada al puerto.